# Kazuyuki Okitsu
 (mai 2022).
La mise en forme du texte ne suit pas les recommandations de Wikipédia : il faut le « wikifier ».
Les points d'amélioration suivants sont les cas les plus fréquents. Le détail des points à revoir est peut-être précisé sur la page de discussion.
- Les titres sont pré-formatés par le logiciel. Ils ne sont ni en capitales, ni en gras.
- Le texte ne doit pas être écrit en capitales (les noms de famille non plus), ni en gras, ni en italique, ni en « petit »…
- Le gras n'est utilisé que pour surligner le titre de l'article dans l'introduction, une seule fois.
- L'italique est rarement utilisé : mots en langue étrangère, titres d'œuvres, noms de bateaux, etc.
- Les citations ne sont pas en italique mais en corps de texte normal. Elles sont entourées par des guillemets français : « et ».
- Les listes à puces sont à éviter, des paragraphes rédigés étant largement préférés. Les tableaux sont à réserver à la présentation de données structurées (résultats, etc.).
- Les appels de note de bas de page (petits chiffres en exposant, introduits par l'outil «  Source ») sont à placer entre la fin de phrase et le point final[comme ça].
- Les liens internes (vers d'autres articles de Wikipédia) sont à choisir avec parcimonie. Créez des liens vers des articles approfondissant le sujet. Les termes génériques sans rapport avec le sujet sont à éviter, ainsi que les répétitions de liens vers un même terme.
- Les liens externes sont à placer uniquement dans une section « Liens externes », à la fin de l'article. Ces liens sont à choisir avec parcimonie suivant les règles définies. Si un lien sert de source à l'article, son insertion dans le texte est à faire par les notes de bas de page.
- La présentation des références doit suivre les conventions bibliographiques. Il est recommandé d'utiliser les modèles {{Ouvrage}}, {{Chapitre}}, {{Article}}, {{Lien web}} et/ou {{Bibliographie}}. Le mode d'édition visuel peut mettre en forme automatiquement les références.
- Insérer une infobox (cadre d'informations à droite) n'est pas obligatoire pour parachever la mise en page.

Pour une aide détaillée, merci de consulter Aide:Wikification.
Si vous pensez que ces points ont été résolus, vous pouvez retirer ce bandeau et améliorer la mise en forme d'un autre article.
Kazuyuki Okitsu (興津 和幸, Okitsu Kazuyuki), né le 8 mars 1980, est un seiyū japonais. Après avoir obtenu son diplôme de l'Université des arts d'Osaka, il a d'abord été représenté par l'agence de talents REM, mais à partir de mai 2007, il est affilié à Kekke Corporation.

## Filmographie

### Animé
- 2007 : Gin Tama : Kamemiya [1]
- 2008 : Black Butler : Vincent Phantomhive (le père de Ciel) [1]
- 2008 : Nodame Cantabile: Paris-hen : Theo [1]
- 2008 : Rosario + Vampire Capu2 : Zashiki-warashi
- 2008 : Toradora ! : Hisamitsu Noto [1]
- 2009 : Yu-Gi-Oh! 5D's : Leo
- 2010 : Maid Sama! : Kenta; Kouma Yafu "Kô" ; Yuta Utsumi
- 2010 : Ladies versus Butlers! : Akiharu Hino [1]
- 2010 : Sekirei: Pure Engagement : Yōichi Kimura
- 2010 : Sengoku Basara: Samurai Kings 2 : Akagawa Motoyasu [1]
- 2010 : Shiki : Seishin Muroi
- 2010 : The Qwaser of Stigmata : Tasuku Fujiomi
- 2011 : Bakuman. 2 : Kim Sunggyu [1]
- 2011 : Ben-To : Ren Nikaidou [1]
- 2011 : Cross Fight B-Daman : Laigo Ogra [1]
- 2011 : Hanasaku Iroha : Haruhiko Komatsu
- 2011 : Kami-sama no Memo-chō : Satoshi Teraoka
- 2011 : Last Exile: Fam, the Silver Wing : Luscinia Hāfez [1]
- 2012 : Bakuman. 2 & 3 : Ichiriki Orihara; Kim Sunggyu
- 2012 : JoJo's Bizarre Adventure: Phantom Blood : Jonathan Joestar [1]
- 2012 : Sket Dance : Jin Kakiuchi [1]
- 2012 : Space Brothers : Rick [1]
- 2013 : Arpège de Blue Steel : Gunzō Chihaya [1]
- 2013 : Brothers Conflict : Masaomi Asahina
- 2013 : Genshiken Nidaime : Harunobu Madarame [1]
- 2013 : Inazuma Eleven GO 3: Galaxy : Gandales Baran [1]
- 2013 : Devils and Realist : Ernest Crosby
- 2013 : Futari wa Milky Holmes : John [1]
- 2013 : Train Heroes : Sam [1]
- 2014 : Argevollen : Masaru Okui
- 2014 : Black Bullet : Kazumitsu Tendō
- 2014 : Cardfight Vanguard: Legion Mate : Raul Sera[1]
- 2014 : Gundam Build Fighters Try : Minato Sakai[1]
- 2014 : K: Missing Kings : Nagare Hisui
- 2014 : Minna Atsumare! Falcom Gakuen : Dark Fact-sensei[1]
- 2014 : Mobile Suit Gundam-san : Garma-san[1]
- 2014 : Nanana's Buried Treasure : Isshin Yuiga[1]
- 2014 : Nobunaga Concerto : Ikeda Tsuneoki
- 2014 : Shirobako : Shimeji Maitake[1], Kenichi Mimura, Young Isamu Momose, Wataru Nakabayashi, Composer Manager
- 2014 : Witch Craft Works : Kyōichirō Mikage[1]
- 2014 : Your Lie in April : Saitō[1]
- 2015 : Okusama ga Seitokaicho ! : Hayato Izumi
- 2015 : Aoharu × Machinegun : Nagamasa Midori
- 2015 : Charlotte : Kazuki Tomori
- 2015 : Gate : Kouji Sugawara
- 2015 : DanMachi : Kashima Oka
- 2015 : Gintama : Ayao Sarutobi (Homme)
- 2015 : K: Return of Kings : Nagare Hisui
- 2015 : Overlord : Peter Mork
- 2015 : École pénitentiaire : Reiji "Andre" Andō [2]
- 2015 : The Rolling Girls : Shidô
- 2015 : Star-Myu: High School Star Musical : Seishiro Inumine
- 2015 : The Testament of Sister New Devil BURST : Leohart
- 2015 : Aller! Princesse PreCure : Wataru Kaido
- 2016 : Aokana : Four Rhythm Across the Blue : Kazunari Shindō
- 2016 : BBK/BRNK : Akihito Tsuwabuki
- 2016 : Porte : Jieitai Kanochi nite, Kaku Tatakaeri - Enryuu-hen : Kouji Sugawara
- 2016 : Kuma Miko : Une fille rencontre un ours : Yoshio Amayadori
- 2016 : Orange : Saku Hagita
- 2016 : Tanaka-kun est toujours apathique : Shimura
- 2016 : Berserk : Serpico
- 2016 : Handa-kun : Takao Kawafuji
- 2016 : Touken Ranbu : Hanamaru : Hachisuka Kotetsu
- 2017 : Fuuka : Kazuya Nachi [3]
- 2017 : ID-0 : Ido
- 2017 : Star-Myu: High School Star Musical 2 : Seishiro Inumine
- 2017 : Altair : A Record of Battles : Konstantinos
- 2018 : Idolish7 : Banri Ogami
- 2018 : Touken Ranbu: Hanamaru 2 : Hachisuka Kotetsu
- 2018 : Sword Art Online Alternative Gun Gale Online : M
- 2018 : Back Street Girls : Kazuhiko Sugihara [4]
- 2018 : Les Brigades immunitaires : Cedar Pollen[5]
- 2018 : Hi Score Girl : Miyao [6]
- 2018 : Run with the Wind : Yuki
- 2019 : Fire Force : Karim Fulham
- 2019 : Fruits Basket : Hatori Sōma [7]
- 2019 : Fairy Gone : Jonathan Passepierre
- 2019 : 7 Seeds : Mark Ibaraki
- 2019 : Star-Myu: High School Star Musical 3 : Seishiro Inumine
- 2019 : Wasteful Days of High School Girls : Masataka "Waseda" Sawatari [8]
- 2019 : Babylon : Ariyoshi Hanta
- 2019 : My Hero Academia 4 : Fat Gum
- 2020 : number24 : Ethan Taylor [9]
- 2020 : Appare-Ranman! : Seth Rich Cutter [10]
- 2020 : Cagaster : Jin [11]
- 2020 : Haikyu!! To The Top : Daishou Suguru
- 2020 : IDOLiSH7: Second Beat! : Banri Ogami
- 2020 : Tower of God : Evan Edroch
- 2020 : The Millionaire Detective - Balance: Unlimited : HEUSC
- 2020 : Magatsu Wahrheit -Zuerst- : Conrad[12]
- 2021 : IDOLiSH7: Third Beat! : Banri Ogami
- 2021 : Cute Executive Officer : Futo-Riiman (Gros salaire) [13]
- 2021 : So I'm a Spider, So What? : Hyrince Quarto [14]
- 2021 : Duel Masters King !, Jendol [15]
- 2021 : Higehiro : Yoshida [16]
- 2021 : La Voie du tablier : Masa [17]
- 2021 : How Not to Summon a Demon Lord : Gewalt [18]
- 2021 : Full Dive : Amos
- 2021 : How a Realist Hero Rebuilt the Kingdom : Hakuya Kwonmin [19]
- 2021 : Night Head 2041 : Michio Sonezaki [20]
- 2021 : Muteking the Dancing Hero : Vivi [21]
- 2022 : Love After World Domination : Hayato Ōjino[22]
- 2022 : Aoashi : Kenta Yoshitsune[23]
- 2022 : The Pricne of Tennis II: U-17 World Cup : Alexander Amadeus [24]

### Films d'animé
- 2020 : Josée, le Tigre et les Poissons : Hayato Matsūra[25]
- 2021 : Sing a Bit of Harmony : Gocchan[26]
- 2022 : Eien no 831 : Seri Agawa[27]

### Jeux vidéo
- 2012 : Brothers Conflict: Brilliant Blue : Masaomi Asahina [1]
- 2013 : Brothers Conflict: Passion Pink : Masaomi Asahina [1]
- 2013 : JoJo's Bizarre Adventure: All Star Battle : Jonathan Joestar [1]
- 2015 : J-Stars Victory Vs : Jonathan Joestar
- 2015 : JoJo's Bizarre Adventure: Eyes of Heaven : Jonathan Joestar
- 2015 : IDOLiSH7 : Banri Ogami
- 2016 : Overwatch : Lúcio (doublage japonais)
- 2016 : OZMAFIA!! : Kyrie [1]
- 2017 : Fire Emblem Heroes : Ares et Naesala
- 2018 : Food Fantasy : Chocolat, jus de prune, tempura
- 2018 : Marvel's Spider-Man : Peter Parker / Spider-Man (doublage japonais)
- 2020 : Nioh 2 : Azai Nagamasa
- 2020 : My Hero One's Justice 2 : Taishiro Toyomitsu / Fat Gum
- 2020 : Saint Seiya Awakening : Hypnos
- 2021 : EPHEMERAL -FANTASY ON DARK- : Ray
- 2022 : Soul Hackers 2 : Zenon [28]